# سید ابوالحسن رفیعی قزوینی
سید ابوالحسن رفیعی قزوینی (زادهٔ ۱۳۱۰ قمری در قزوین - درگذشته ۱۳۹۵ قمری در تهران)(معروف به علامه رفیعی) فرزند سید ابراهیم -ذریه سید میرزا محمد زمان طالقانی قزوینی- روحانی اهل ایران و از علمای فقه شیعه، مجتهد و فیلسوف بود و در قزوین خارج فقه و فلسفه تدریس می‌کرد. تخصص وی فلسفه صدرایی بود.

## تحصیلات
رفیعی در مدرسه صالحیه قزوین سطوح علمی و کتب فقهی و اصولی را نزد ملا علی طارمی و ملا علی کبر تاکستانی آغاز نمود. سپس در حوزه علمیه تهران در سال ۱۳۳۳هجری قمری به مجلس درس عبدالنبی نوری، میرزا مسیح طالقانی، سید محمد تنکابنی و محمد رضا نوری بهره علمی برده و به ویزه فلسفه و عرفان را نزد حکیم میرزا حسن کرمانشاهی، حاج فاضل تهرانی شمیرانی، میرزا محمود رضوان قمی، حکیم محمد هیدجی زنجانی، محمد رضا مسجد شاهی اصفهانی و آقا میرزا هاشم اشکوری فرا گرفت و خود به تدریس علوم دینی پرداخت. وی بعدها با تأسیس حوزه قم به این شهر رفته و به تدریس کفایة الاصول، رسائل، مکاسب انصاری، اسفار اربعه و شرح منظومه پرداخته و در کنار آن به درس عبدالکریم حائری یزدی و ابوالقاسم کبیر قمی حاضر می‌گردد. وی بعدها در قزوین و تهران تدریس خویش را به مدت ده‌ها سال ادامه داد و شاگردان بسیاری پرورش داد.
از مهم‌ترین شاگردان علامه رفیعی قزوینی می توان ، سید جلال‌الدین آشتیانی ،  که پرچمدار فلسفه صدرایی و به تعبیری ملاصدرای ثانی  بود ، را نام برد .

## کتابشناسی
| - فلسفه 1. رساله اسفار اربعه 2. رساله در بیان قوه مولده 3. رساله در وحدت وجود 4. رساله در حقیقت عقل 5. رساله در شب قدر 6. رساله در حدوث دهری 7. رجعت 8. تخلیه و تجلیه و تحلیه 9. حرکت جوهریه 10. اتحاد عاقل و معقول (فارسی و عربی) 11. سخن در معاد 12. بحث شریف معاد 13. فصوص الحکم قیصری 14. مقاله در وجود 15. مقاله در تشریح اجزاء حملیّه و اجزاء حدّیه 16. مقاله در قضایای ضروریّه ازلیه 17. مقاله در اراده و مشیت 18. مقاله در شرح زندگی ملاصدرا 19. تعلیقات بر مصباح الانس ابن فناری در عرفان 20. تعلیقات بر الشواهد الربوبیّة صدر المتألهین 21. تعلیقات بر اسرار الآیات صدرالمتألهین 22. تقریرات درسی 23. تفسیری در دو آیه از سوره یونس 24. کتابی در حول عقاید امامیّه در ردّ «جبّانی» از نویسندگان کویت | - حواشی 1. حاشیه بر وسیلة النجاة آقا سید ابوالحسن اصفهانی 2. حاشیه بر شرح منظومه حکیم سبزواری 3. حواشی بر کفایة الاصول 4. حواشی بر عروة الوثقی 5. حواشی بر اسرار الحکم سبزواری 6. حواشی بر شرح الاسماء الحسنی، سبزواری 7. حواشی بر کتاب اسفار الاربعة صدرالمتألهین شیرازی 8. حواشی بر مشاعر 9. حواشی بر عرشیه ملاصدرا 10. حواشی بر تعلیقات ملاصدرا بر کتاب شفای بوعلی سینا 11. حواشی بر شرح اصول کافی ملاصدرا 12. حواشی بر مفاتیح الغیب ملاصدرا 13. حواشی بر کتاب شفای ابن سینا 14. حواشی بر کتاب شرح الاشارات و التّنبیهات 15. حواشی بر شوارق الالهام فیاض لاهیجی 16. حواشی بر گوهر مراد عبدالرزاق لاهیجی 17. حواشی بر قبسات میرداماد 18. حواشی بر شرح حکمة الاشراق قطب الدین شیرازی 19. حواشی بر مقدمه 20. حواشی بر شرح مطالع در منطق 21. حواشی بر شرح تجرید قوشچی در کلام | - فقه 1. توضیح المسائل 2. کتاب صلوة 3. کتاب خمس 4. کتاب حج 5. کتاب میراث 6. کتاب نکاح 7. کتاب طلاق 8. کتاب مکاسب و بیع و تجارت 9. در قاعده لا ضرر 10. رساله مناسک حج 11. هدایة الانام 12. مقاله در مسح رأس و وضو 13. اسرار حج 14. تعلیقات بر رسائل انصاری 15. شرح دعای سحر 16. رساله معراج - ریاضیات 1. تعلیقات بر تضاریس الارض شیخ بهایی 2. تعلیقاتی بر المعطیات اقلیدس 3. حواشی مختصر و مفیدی بر مقالات کتاب الاکر 4. حواشی بر سطوح دوایر و اقطاب و دوایر متداخله و متساویه و متقاطعه و مماس در کره و مثلثات مندرج در آن 5. حواشی بر کتاب المناظر اقلیدس در کیفیت ابصار 6. حواشی بر کتاب الکرة المتحرکة 7. حواشی بر بسیاری از مباحث کتاب المساکن ثاوذوسیوس 8. حواشی بر شرح چغمینی |

## درگذشت
سید ابوالحسن رفیعی قزوینی نیمه شب سه شنبه ۲۴ دی ماه ۱۳۵۳ شمسی، برابر اول محرم ۱۳۹۵ قمری در سن ۸۵ سالگی در تهران درگذشت و در مسجد بالاسر آستان قدس فاطمه معصومه به خاک سپرده شد.